# الاتحاد المصري للكاراتيه
الاتحاد المصري للكاراتيه هو الهيئة الوطنية التي تعنى بأمور رياضة الكاراتيه في مصر. فهو الهيئة الوحيدة المخولة بإرسال لاعبي الكاراتيه المصريين إلى البطولات الدلية كالألعاب الأولمبية الصيفية.
وتعتبر مصر إحدى القوى المهيمنة في رياضة الكاراتيه في إفريقيا.